# Alcudia Express
L'Alcudia Express è un traghetto appartenente alla compagnia di navigazione egiziana United Marittime Egypt.

## Servizio
Varato il 14 settembre 1993 nel cantiere navale Stocznia Gdanska Im. Lenina di Danzica con il nome di Finnhansa e consegnato il 3 agosto 1994 alla Finnlines, prende servizio il 10 agosto nei collegamenti tra Helsinki e Lubecca.
Il 1º ottobre 2001 viene trasferito nei collegamenti tra Helsinki e Travemünde.
Il 19 aprile 2009 salpa da Aarhus per Civitavecchia, dove giunge il 25 aprile. Il 28 aprile viene ribattezzato Euroferry Sicilia e viene trasferito sotto le insegne della Grimaldi Lines.
Nello stesso mese prende servizio nei collegamenti tra Genova, Catania e La Valletta.
Nel maggio del 2010 viene trasferito di nuovo alla Finnlines ed il 15 luglio giunge in cantiere a La Valletta, dove, il giorno successivo, viene ribattezzato Transrussia. 
Il 28 luglio prende servizio nei collegamenti tra Lubecca, Mukran, Ventspils e San Pietroburgo.
Dal 22 febbraio al 4 ottobre 2012 opera nei collegamenti tra Aarhus ed Helsinki. Dal 6 ottobre torna in servizio sulla vecchia rotta.
Il 30 gennaio 2014 viene ribattezzato Finnhansa.
Nell'ottobre del 2014 viene sottoposto a lavori di ristrutturazione a Yalova, dove, al termine dei quali, viene trasferito alla Grimaldi Lines. A novembre viene ribattezzato Euroferry Egnazia ed il 23 dicembre prende servizio nei collegamenti tra Patrasso, Igoumenitsa e Brindisi.
Nell'estate del 2019 viene trasferito nei collegamenti tra Salerno e Catania.
Nel luglio del 2020 prende servizio nei collegamenti tra Genova e Porto Torres.
Il 31 gennaio 2022 viene trasferito alla neonata Grimaldi Trasmed e, ribattezzato Ciudad de Alcudia, prende servizio nei collegamenti tra Valencia e Palma di Maiorca.
Il 1º agosto 2022, durante la sosta a Valencia, scoppia un incendio in una cabina del traghetto, prontamente domato dall'equipaggio.

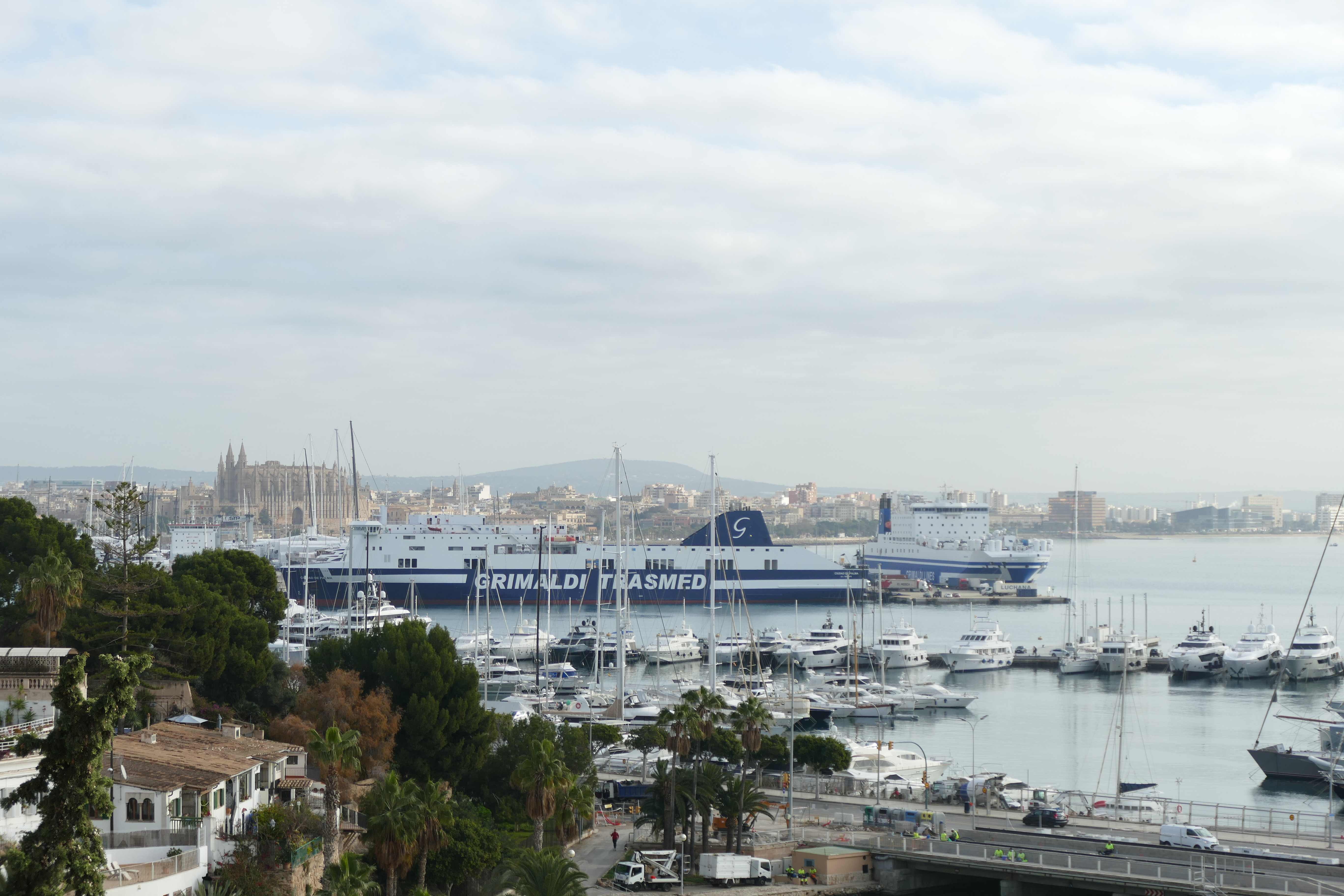
Sullo sfondo, il Ciudad de Alcudia ormeggiato a Palma di Maiorca nel 2024.

Il 4 marzo 2024, in vista dell'ingresso in flotta dell'Igoumenitsa, ne viene annunciata la cessione alla United Marittime Egypt, con consegna prevista nell'aprile successivo.
Il 25 aprile 2024 viene consegnato al nuovo armatore e, ribattezzato Alcudia Express, salpa l'11 maggio da Valencia per Safaga, dove giunge il 23 maggio. A giugno prende servizio nei collegamenti tra lo scalo egiziano e Duuba, dove opera tutt'oggi.

## Navi gemelle
- Euroferry Olympia
- Finnpartner
- Finntrader